# Nasopharynx
Der Nasopharynx (griechisch für Nasenrachen), auch Nasenrachenraum (Epipharynx, Pars nasalis pharyngis oder Rhinopharynx), ist ein Teil des Rachens. 

## Anatomie des Nasopharynx

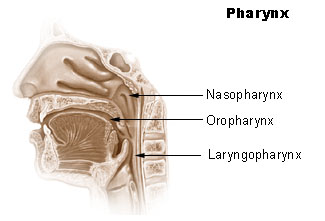
Der Nasopharynx

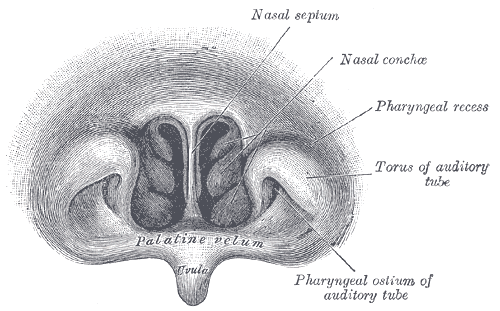
Die Vorderseite des nasalen Teils des Rachens, wie sie mit einem Laryngoskop (Kehlkopfspiegel) gesehen wird

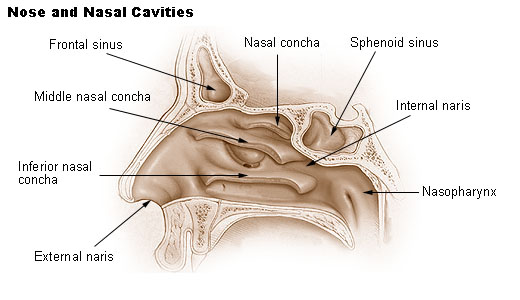
Die Nase, die Nasenhöhlen und der Nasenrachen (Nasopharynx)

Der Nasenrachen befindet sich hinter der Nasenhaupthöhle, oberhalb der Ebene des Gaumensegels und unterhalb der Schädelbasis. Mit der Nasenhöhle steht er durch die Choanenöffnungen in Verbindung. In der Seitenwand, beim Menschen etwa 1 cm hinter dem Ende der unteren Nasenmuschel, liegt beidseits die Tubenöffnung (Ostium pharyngeum tubae auditivae), der Eingang in die Eustachi-Röhre (Ohrtrompete). Dort ist lymphatisches Gewebe in die Schleimhaut eingebettet, das als Tubenmandel bezeichnet wird. Der Knorpel der Ohrtrompete bildet dabei einen Schleimhautwulst, der als Torus tubarius bezeichnet wird. Dieser Wulst setzt sich nach unten als Plica salpingopharyngea (Tuben-Rachen-Falte) fort, unter welchem der Musculus salpingopharyngeus verläuft. Vom vorderen Tubenostium zieht die flache Plica salpingopalatina (Tuben-Gaumen-Falte) in Richtung weicher Gaumen. Hinter dem Torus tubarius liegt eine flache Schleimhauttasche, der Recessus pharyngeus (Rosenmüller-Grube). In der Hinterwand des Nasopharynx liegt mittig die unpaare Rachenmandel.
Der Nasenrachen wird beim Schlucken durch das Gaumensegel, das Gaumenzäpfchen und den hinteren Gaumenbogen (Arcus palatopharyngeus) gegen den Mundrachen hin verschlossen, damit Speisen und Getränke nicht in die Nase gelangen können.

## Erkrankungen des Nasopharynx
- Tornwaldt-Zysten (Bursitis pharyngealis), eine seltene, oft chronische Entzündung der Bursa pharyngea, die unter Umständen von einer Zystenbildung begleitet wird
- Hyperplastische Rachenmandel (Adenoide)
- Entzündungen der Rachenmandel (Adenoiditis)
- Choanalpolyp (Nasenpolyp)
- Gutartige Tumoren, wie beispielsweise ein juveniles Nasenrachenfibrom
- Nasopharynxkarzinome.